# Salix koiei
Salix koiei är en videväxtart som beskrevs av Arika Kimura. Salix koiei ingår i släktet viden, och familjen videväxter. Inga underarter finns listade i Catalogue of Life.